# Onkel Toms Hütte (Berlin)

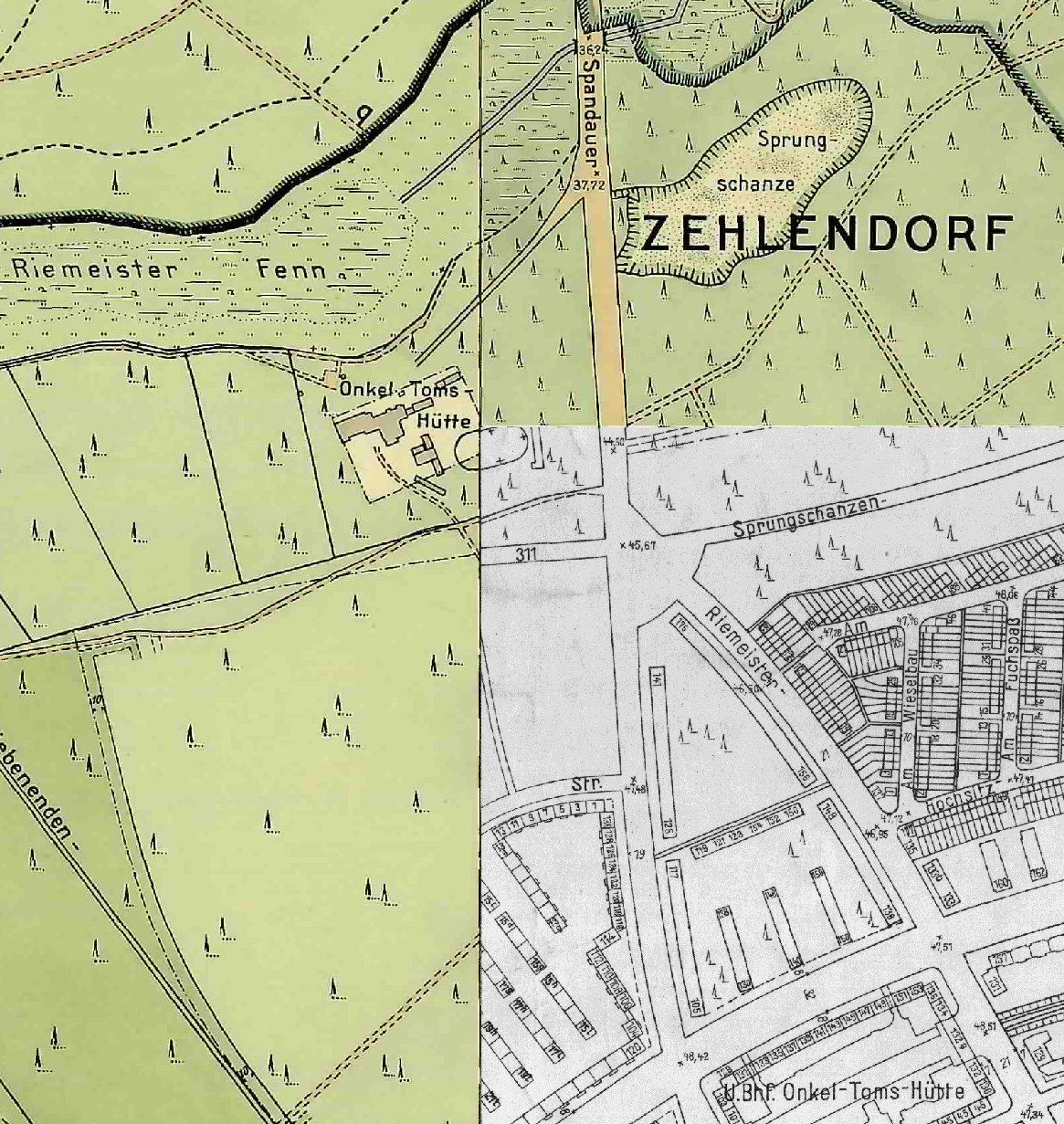
Kartenausschnitt (links: 1930, rechts oben: 1928, rechts unten: 1934) mit der Gaststätte Onkel Toms Hütte, der Sprungschanze und dem U-Bahnhof

Lageplan der Waldsiedlung Zehlendorf, Hausgruppen aufgeschlüsselt nach Architekten.
Rot: Mehrfamilienhäuser von Bruno Taut 1926–1932,
Orange: Einfamilienhäuser von Bruno Taut 1927–1930,
Blau: Einfamilienhäuser von Otto Rudolf Salvisberg 1926–1927,
Grün: Einfamilienhäuser von Hugo Häring 1926–1927

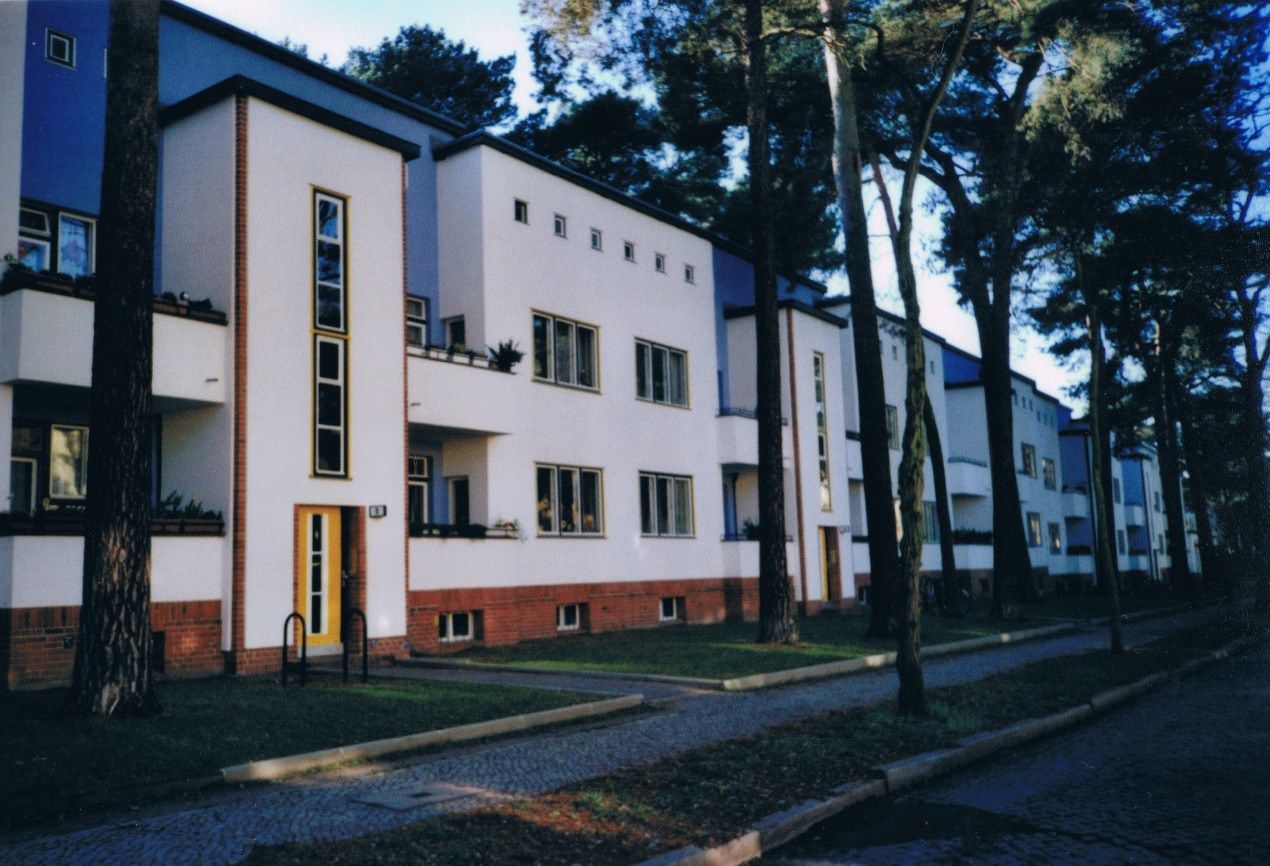
Siedlung Onkel Toms Hütte (1926–1931): Wilskistraße

Die Siedlung Onkel Toms Hütte oder Waldsiedlung Zehlendorf, oft auch als Onkel-Tom-Siedlung oder Papageiensiedlung bezeichnet, liegt im Berliner Ortsteil Zehlendorf am Rande des Grunewaldes. Namensgebend war das 1885 eröffnete benachbarte Ausflugslokal⊙, dessen Besitzer Thomas seine Gaststätte in Anlehnung an Harriet Beecher Stowes Roman Onkel Toms Hütte benannt hatte.

## Planung der Siedlung

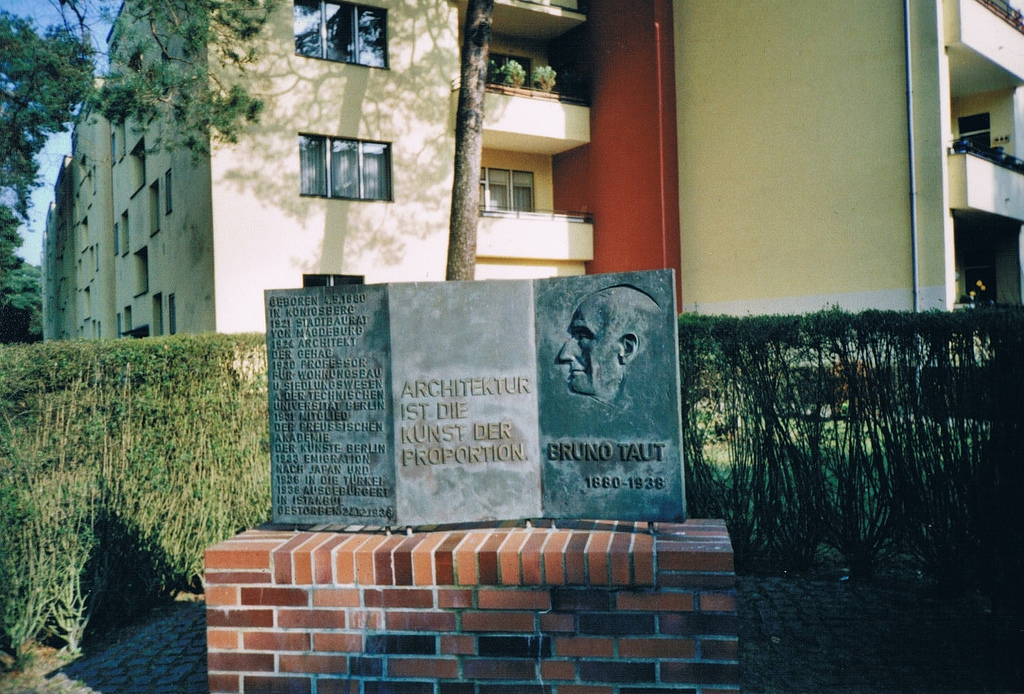
Bruno-Taut-Denkmal

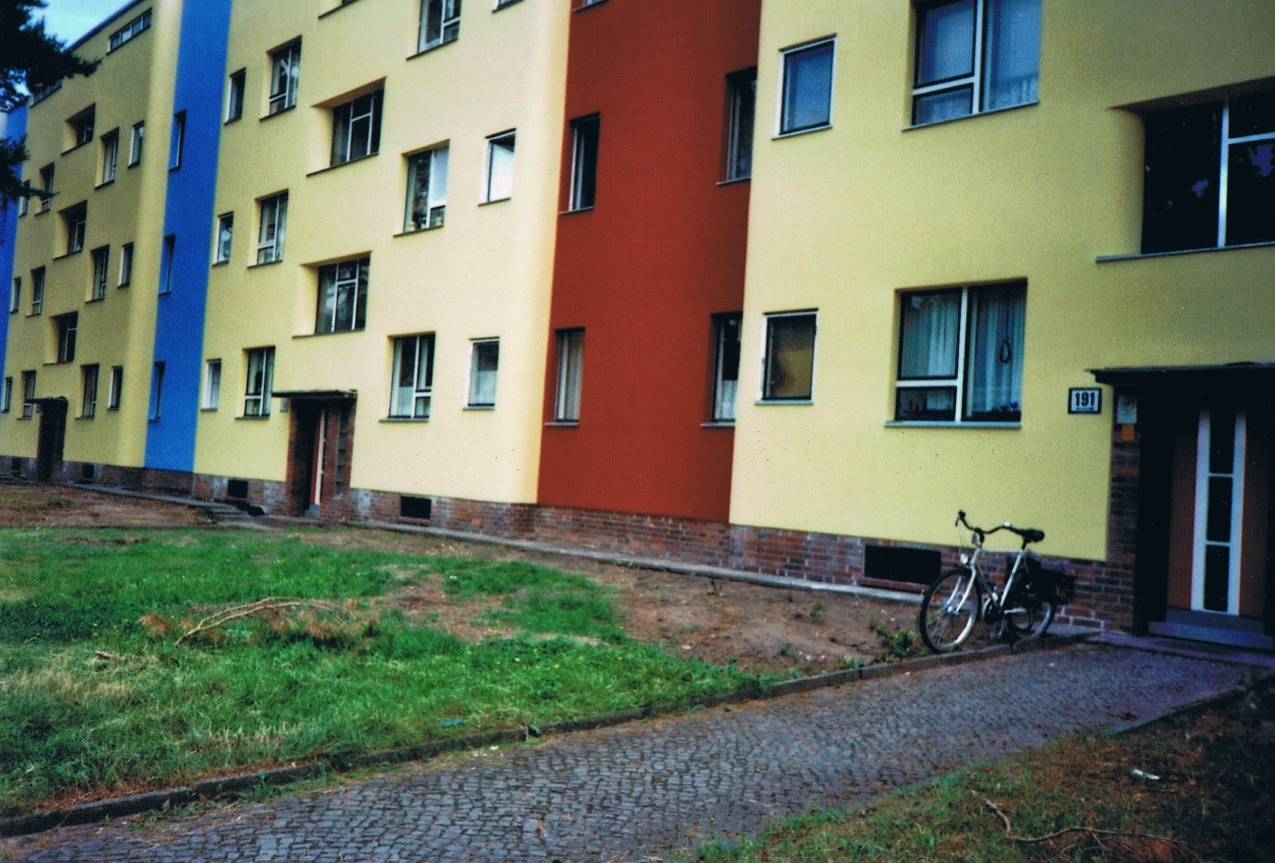
Siedlung Onkel Toms Hütte (1926–1931): Argentinische Allee

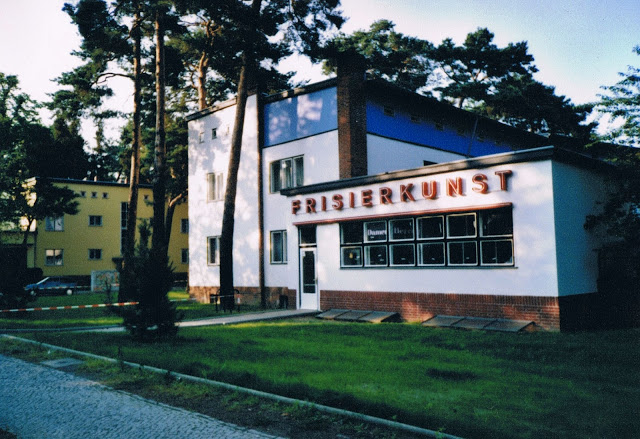
Wilski- /Ecke Riemeisterstraße, Architekt Bruno Taut, 1926–1931

Die Siedlung wurde zwischen 1926 und 1931 erbaut. Finanziert wurde das Projekt von der Gemeinnützigen Heimstätten-, Spar- und Bau-Aktiengesellschaft (GEHAG). Diese Gesellschaft (nunmehr eine GmbH unter dem Dach der Deutsche-Wohnen-Gruppe) ist noch Eigentümerin der Siedlung. Die Architekten Bruno Taut, Hugo Häring und Otto Rudolf Salvisberg planten 1100 Geschosswohnungen und 800 Einfamilienhäuser, die Bauleitung hatte die Architektin Ludmilla Herzenstein inne. Die Architektur ist vom Neuen Bauen geprägt mit Klarheit und Einfachheit in der Gestaltung. Durch Vorsprünge der Baukörper wurde eine hohe räumliche Differenzierung erreicht. Auch der Baumbestand wurde in die Planungen mit einbezogen, sodass eine große Nähe von Natur und Architektur bewahrt werden konnte.

## Entstehung der Siedlung
Zehlendorf hatte sich seit 1900 zum beliebtesten Berliner Villenvorort entwickelt. Bei der Bildung Groß-Berlins im Jahr 1920 wies diese bevorzugte, nun zum 10. Bezirk der Stadt gewordene Gemeinde die sechstgrößte Fläche mit der niedrigsten Bevölkerungszahl auf. Der Unternehmer Adolf Sommerfeld mit seiner Firmengruppe besaß Bauland am Rand des Grunewaldes. Der südliche Teilbereich zwischen einer geplanten Verlängerung der U-Bahn-Trasse und dem Fischtal wurde 1926 durch die GEHAG erworben.

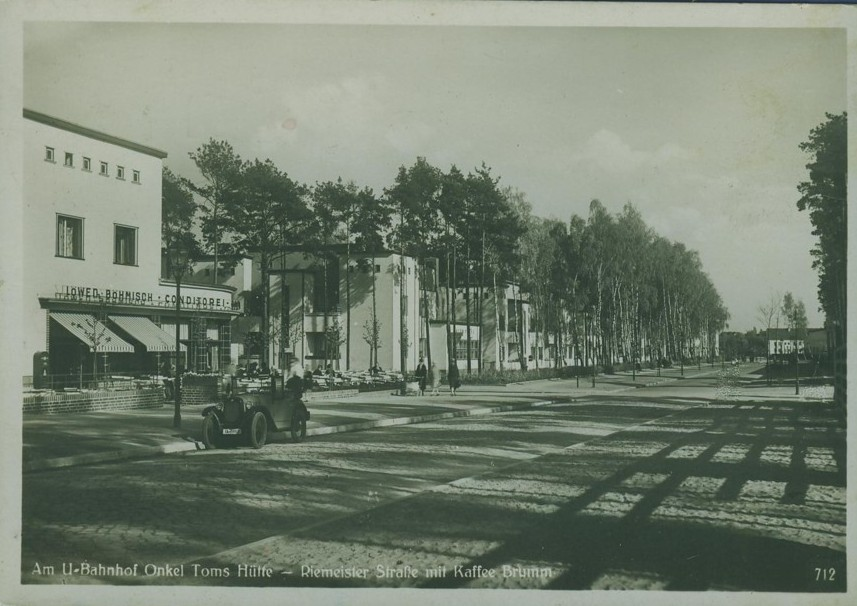
U-Bahnhof Onkel Toms Hütte in den 1930er Jahren

Mit der Erarbeitung des Bebauungsplans für diesen südlichen Bereich wurden Hugo Häring (Geschäftsführer der Architektenvereinigung Der Ring), Otto Rudolf Salvisberg und Bruno Taut (Chefarchitekt der GEHAG) beauftragt. Es wurde beschlossen, den Villenbau nicht nach den Plänen des Bezirksamtes weiterzuführen, sondern zu einer Bebauung überzugehen, die vorwiegend aus Reihenhäusern und in ihrer Mitte aus Mietshäusern bestehen sollte. Die Bezirksverwaltung Zehlendorf sprach sich anfänglich entschieden gegen den Bebauungsplan und das gesamte Projekt aus. Der ursprüngliche Plan wurde überarbeitet und kam dann mit Unterstützung von Martin Wagner in geringfügiger Veränderung zur Ausführung.
Die einzelnen Baugebiete des ersten Bauabschnitts wurden unter den Architekten verlost; Taut plante den nördlichen, Salvisberg den südlichen und Häring den östlichen Teilbereich. Der Kiefernbestand war mit in die städtebauliche Konzeption einbezogen. Bauleiter in den Jahren 1924/1925 war Hans Kammler.
Gleichzeitig mit Tauts 3. und 4. Bauabschnitt 1927/1928 genehmigte das Bezirksamt einen Antrag der GAGFAH, die Versuchssiedlung am Fischtalgrund zu errichten. Der 5. Bauabschnitt der Großsiedlung Zehlendorf befand sich nördlich der Argentinischen Allee – also nördlich der seinerzeit geplanten U-Bahn-Trasse – und umfasste im Wesentlichen Einfamilienreihenhäuser. Dieser Siedlungsabschnitt weist eine besonders differenzierte, die Weiträumigkeit der Anlage unterstreichende Farbgebung auf. Die Nord-Süd-Reihen erhielten an der Westseite einen warmen, rotbraunen Ton, wohingegen die Ostseiten grau-grün gestrichen wurden, eine den unterschiedlichen Sonnenständen angepasste Farbgebung. Fenster und Türrahmen stehen in farbigem Wechselspiel mit der Fassade.
Parallel zum 5. Bauabschnitt 1929 kam die Verlängerung der U-Bahn-Linie zur Ausführung. Das Bahnhofsgebäude entwarf Alfred Grenander, sein ursprünglicher Entwurf wurde allerdings nicht komplett realisiert. 1931/1932 erfolgte durch Salvisberg der Anbau der Ladenpassagen an beiden Längsseiten der U-Bahn-Station Onkel Toms Hütte.
Der 6. Bauabschnitt (Bruno Taut) wurde beiderseits der Argentinischen Allee, nördlich der U-Bahn errichtet. Er ist durch eine dreigeschossige Randbebauung und dreigeschossige, senkrecht zur Straße stehende Zeilen geprägt. Die Randbebauung ist ein 450 Meter langer, nach außen geschwungener Baukörper zwischen U-Bahn-Strecke und Argentinischer Allee und wird im Berliner Volksmund auch „Peitschenknall“ genannt. Der letzte Bauabschnitt befand sich nördlich der Argentinischen Allee zwischen Onkel-Tom- und Riemeisterstraße.
Taut lehnte den systematisierten Zeilenbau, also Wohnräume nach Westen und Schlafräume nach Osten orientiert, ab. Durch die Gliederung der Baukörper und eine abgestimmte Farbgebung entstanden differenzierte Stadträume. Trotz Verwendung nur weniger Haustypen und deren Reihung konnte so eine mögliche Monotonie vermieden werden. Bemerkenswert war auch, dass zu jedem Einfamilienhaus sowie zu jeder Erdgeschosswohnung ein rund 200 m² großer Garten gehörte.
Die ersten vier Siedlungsabschnitte umfassen drei Grundrisstypen: 2 1⁄2-Zimmer-Wohnungen im Geschosswohnungsbau sowie 3 1⁄2- und 4 1⁄2-Zimmer-Wohnungen in den Einzelhäusern. Bedingt durch die gestiegenen Grundstückskosten waren die Mieten der Wohnungen vergleichsweise hoch, sodass sie von Familien des Mittelstands bezogen wurden. Die späteren Siedlungsabschnitte wiesen eine höhere Dichte der Bebauung auf und reagierten somit auf die Entwicklung der Bodenpreise Zehlendorfs.
Nach dieser Siedlung ist der U-Bahnhof Onkel Toms Hütte auf der Linie U3 der Berliner Verkehrsbetriebe benannt. Er wurde 1929 in Betrieb genommen.
Die Nationalsozialisten unter Hitler und Speer nannten die Siedlung diffamierend „Papageiensiedlung“, um die moderne Architektur und Farbgebung Bruno Tauts als sogenannte „entartete Kunst“ zu brandmarken und Bruno Taut und die Siedlungsarchitektur zu verunglimpfen.

## Zeitgenössische Entwicklung
Im August 2008 forderte die Berliner CDU, die Siedlung nachträglich als UNESCO-Welterbe vorzuschlagen. Sie sei bei der Nominierung, die im Juli 2008 zur Verleihung des Welterbe-Status an sechs Siedlungen der Berliner Moderne geführt hatte, übergangen worden.
Eine aus einem Nachbarschaftsverein hervorgegangene Genossenschaft prüft die Eignung der Siedlung für den Betrieb eines kalten Nahwärmenetzes.

## Prominente Bewohner
- Alice Berend (1875–1938), Schriftstellerin
- Arnold Bode (1900–1977), Maler, Zeichner und Kunstpädagoge
- Werner Bergengruen (1892–1964), Schriftsteller
- Julius Leber (1891–1945), SPD-Politiker und Widerstandskämpfer
- Peter Graßmann (1873–1939), SPD-Politiker und Gewerkschafter

Im Roman Pellkartoffeln und Popcorn beschreibt Evelyn Sanders einen Teil ihrer Kindheit, die sie in der Siedlung verbracht hat.
Im historischen Kriminalroman Onkel Toms Hütte, Berlin beschreibt Pierre Frei die Nachbarschaft, in der er aufgewachsen ist, als Schauplatz einer Mordserie in der frühen Nachkriegszeit.